# Penguin Books
Penguin Books e британско издателство, създадено през 1935 от сър Алън Лейн, братята му Ричърд и Джон и The Bodley Head. Става самостоятелна компания през 1936. Penguin Books прави революция в публикуването през 30-те години на XX век чрез евтините си обложки, продавани чрез Woolworths и други улични магазини за шест пенита, като носи на масовия пазар висококачествена фикция за меки корици и белетристика. Успехът им показва, че има голяма аудитория за сериозни книги. Penguin също има значително влияние върху обществения дебат във Великобритания чрез книгите си за британската култура, политика, изкуство и наука.